# Lösings härad

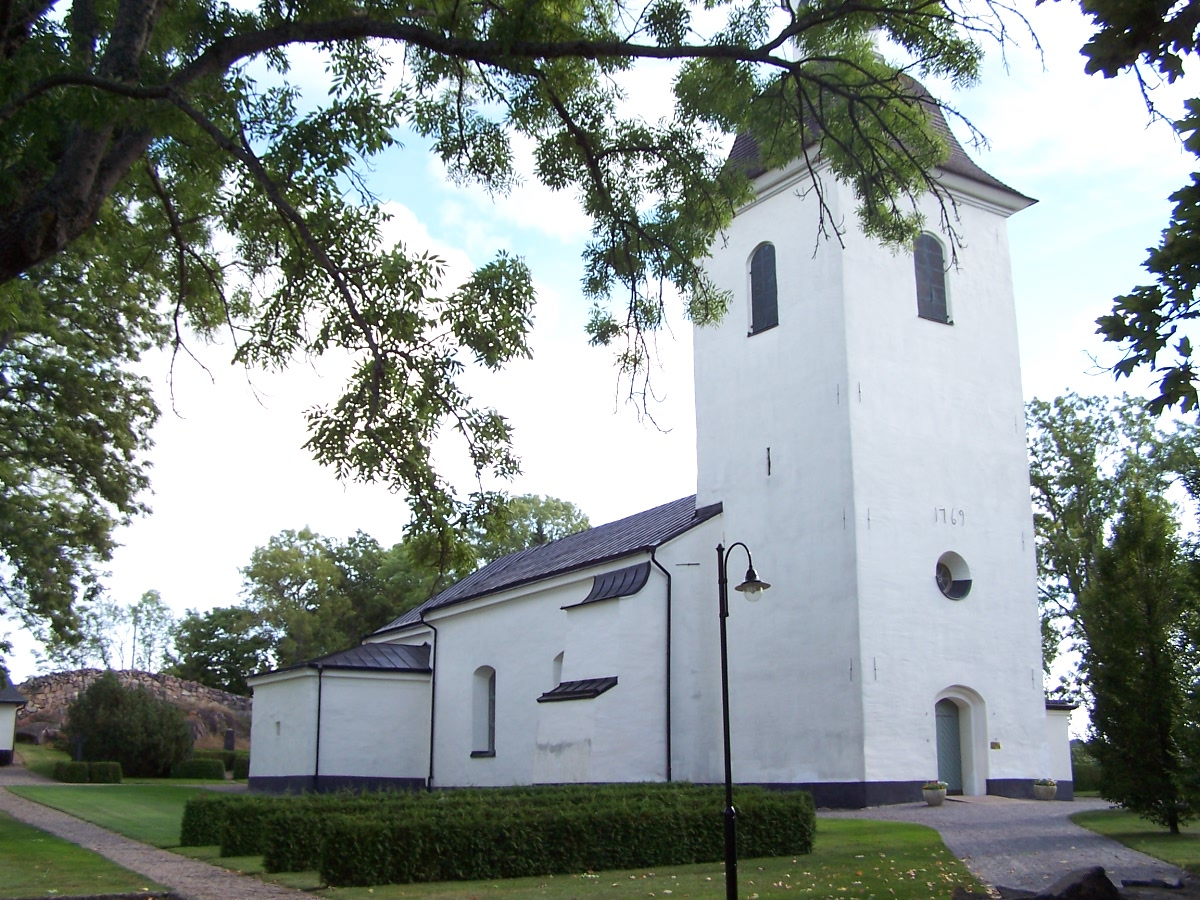
Tingstads kyrka

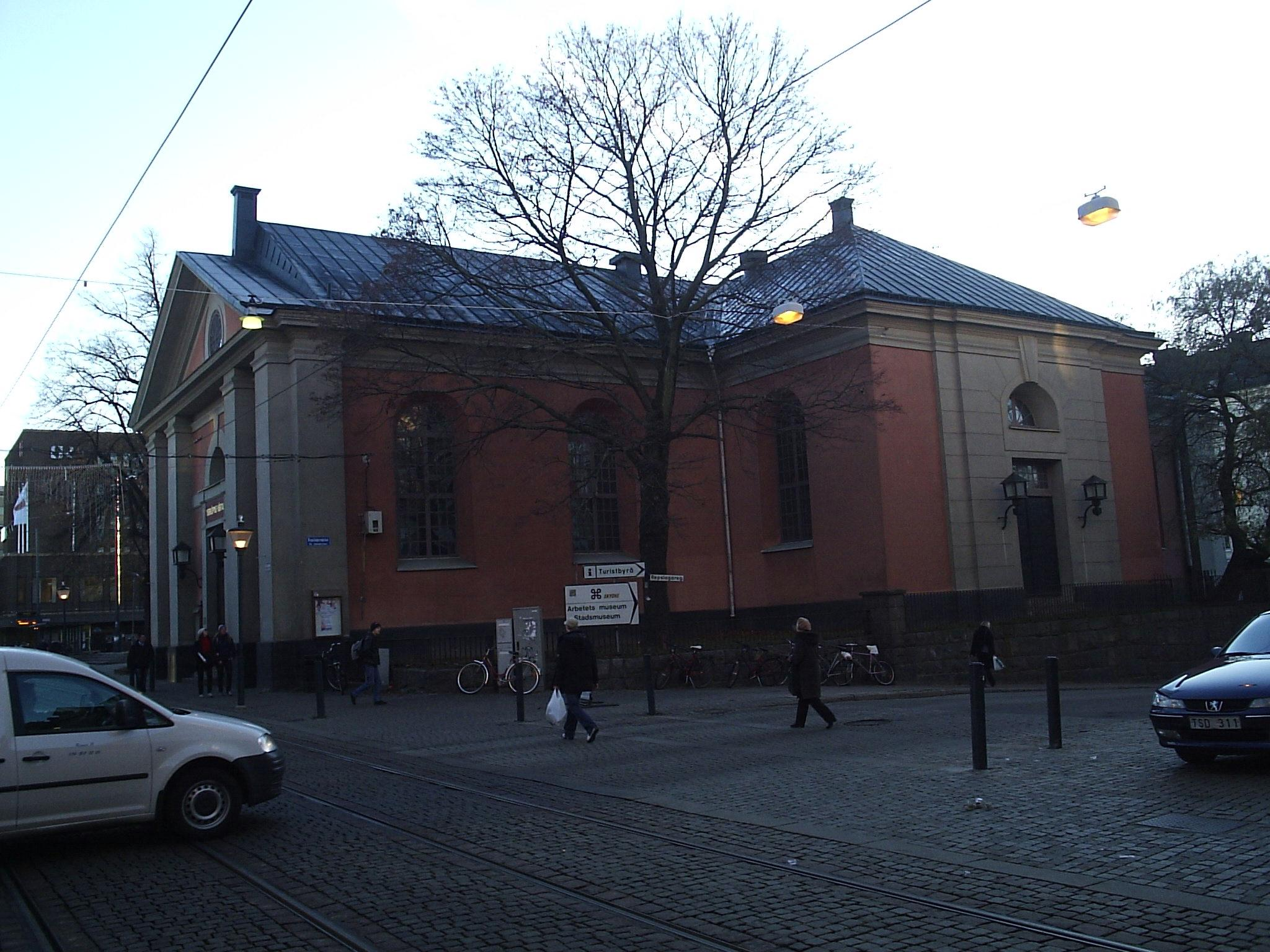
Den äldre S:t Johannis kyrka

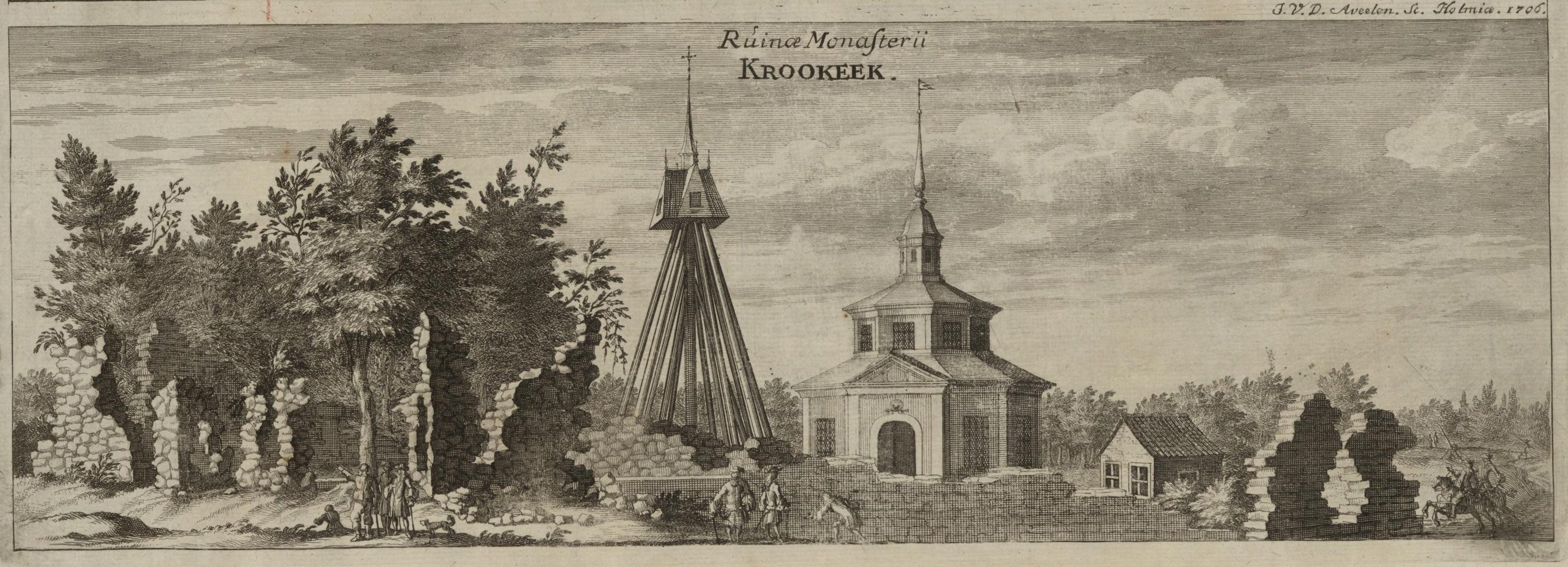
Krokeks konvent och Gunillakyrkan
Ur Erik Dahlbergs Suecia Antiqua et Hodierna

Lösings härad var ett härad i nordöstra Östergötland. Häradet omfattade delar av nuvarande Norrköpings kommun. Den totala arealen mätte 182 km², varav 177 land och befolkningen uppgick år 1930 till 4 951 invånare. Tingsställen var i slutet av 1600-talet Furingstad och Styrestad. 1719 flyttade tingsstället till Dagsberg för att 1793 flytta åter till Styrestad. 1863 placerades tingsstället i Norrköping.

## Geografi
Lösings härad var beläget strax öster om Norrköping kring ömse sidor om Bråvikens inre delar. Området omfattades av de inre västra delarna av halvön Vikbolandet samt av en socken i den västra delen av skogsområdet Kolmården norr om Bråviken. Det norra området är huvudsakligen skogbevuxet och omfattas av höga förkastningsbranter på väl över 100 meter över havet med imponerande höjdskillnader mot havsviken nedanför. Vikbolandet består av en bördig och småkullig slättbygd vilken är en del av den vidsträckta Östgötaslätten som sträcker sig genom hela landskapet. Häradet begränsas i nordväst av Norrköping vilken genomflytes av Motala ström medan det i söder inte når fullt hela vägen fram till Göta kanals sträckning mellan Söderköping och sjön Roxen. I dess södra delar ligger den lilla Ensjön som numera kantas av sommarstugeområden. Lösings härad gränsar i söder mot Hammarkinds härad, i sydost mot Björkekinds härad, i öster mot Östkinds härad, i nordväst mot Bråbo härad och i väster mot Memmings härad. I nordost ligger Jönåkers härad i Södermanlands län.
I häradet ingick områden öster och söder om Norrköpings stad men staden själv omfattades inte av dess jurisdiktion. Häradet saknade köpingar men hade ett municipalsamhälle - Kolmården - som inrättades år 1936, men som upplöstes 1952 när Kolmårdens landskommun bildades. Största tätort är numera Krokek belägen cirka 15 kilometer nordöst om Norrköping.

## Historia
Landskapet Östergötland har varit befolkat sedan urminnes tider och dess invånare omtalas för första gången under folkvandringstiden. Redan tidigt utgjorde landskapet en av de tre centralbygder som under medeltiden skulle komma att forma konungariket Sverige. Slättbygderna i landskapets centrala delar genomkorsades under stenåldern av en fjärd som förband sjön Vättern med havet, och vartefter landet höjdes bildades den bördiga Östgötaslätten på vilken delar av Lösings härad var beläget. Namnet kommer av fornsvenskans Lösningahæradh vilket betyder "lös(n)ingarnas härad". Detta åsyftar en genitivform av inbyggarna i området. Området är rikt på fynd från bronsåldern, men kanske framförallt från järnåldern där bl.a. storhögar, gravfält, gamla boplatser, stensträngar, fornborgar och runstenar pekar på dess centrala funktioner under fornhistorisk tid. Häradets ursprungliga tingsplats låg vid Grönhögs by i Tingstads socken.
Lösings härad omfattade förutom området söder om Bråviken även en socken - Krokeks socken i Kolmårdens skogar norr därom. Här gick redan tidigt den viktigaste vägen mellan östra Svealand och Östergötland genom det svårtillgängliga skogsområdet. Under medeltiden passerade den kungliga ridvägen Eriksgatan platsen och under 1400-talet kom en klosteranläggning kallad Vårfruklostret eller Krokeks konvent att uppföras i socknen. Klostret gynnades av åtskilliga förnäma personer, däribland riksrådet Erik Karlsson (Vasa) som begravdes här år 1491, men fick trots sitt läge aldrig någon större betydelse som markägare och drogs in till kronan i samband med reformationen. På platsen uppfördes under 1500-talet ett kapell, som användes till dess en ny kyrka kallad Gunillakyrkan uppförts av kung Johan III:s änka Gunilla Bielke år 1594. Där kapellet och klostret legat växte Krokeks gästgivaregård fram under 1600-talet och i slutet av 1700-talet anlades ytterligare en kyrka - kung Fredriks kyrka - av byggnadsmaterial från de förstörda klostermurarna, men denna ödelades i en brand år 1889. Krokeks nya kyrka kom istället att uppföras i samhället Krokek 6 km söder om platsen mellan åren 1895-1896. Utanför samhället hade man vid Kolmårdens marmorbruk brutit marmor ända sedan medeltiden, men privilegiebrev utfärdades år 1663. Flera kända byggnader såväl inom Sverige som utrikes, däribland Drottningholms slott, har under åren smyckats med marmor härifrån men brytningen kom att upphöra år 1975. Krokek passeras av Södra stambanans förbindelsejärnväg via Nyköping mot Norrköping, och vid Getå strax väster om samhället inträffade år 1918 järnvägsolyckan i Getå som är Sveriges hittills värsta. Från marmorbruket gick även den smalspåriga Nunnebanan till Stavsjö bruk i Jönåkers härad.
Också socknarna söder om Bråviken genomkorsades av den ursprungliga Eriksgatan, under tiden denna gick mellan Norrköping och Söderköping. Styrstads kyrka härrör från 1100-talet, Furingstads kyrka från 1150-talet och Tingstads kyrka från det tidiga 1200-talet. Fynd i närheten av Dagsbergs kyrka pekar på att en forntida kultplats kan ha legat här. Kring Grönhögs by och dess tingsplats växte ett sockencentrum fram med bevarad bybebyggelse från 1800-talet, sockenstuga och en äldre skola. Den ursprungliga S:t Johannes kyrka är Norrköpings äldsta stadskyrka, med anor från 1100-talet. Med tiden ersattes den av S:t Olai och blev istället annexkyrka för befolkningen i Smedby, Hageby och Lindö, innan den ersattes av en ny kyrka och istället byggdes om till konserthus. Norrköping fick sina stadsrättigheter bekräftade år 1384 men kan ha haft dem redan tidigare. Staden kom att uppföras i gränslandet mellan Lösings, Bråbo och Memmings härader. Under 1500-talet uppfördes ett slott i staden - Norrköpingshus - som dock förstördes av en brand år 1604, samma år som riksdagen hölls i staden då hertig Karl utropades till kung Karl IX. År 1613 började ett nytt slott byggas - Johannisborg - döpt efter Johan, hertig av Östergötland som var son till Johan III och drottning Gunilla Bielke och därmed brorson till kungen. Staden kom under 1600-talet att utvecklas till en viktig industristad, där fabriker inom en rad områden växte fram däribland ett mässingsbruk och textilindustrier. Utvecklingen fortsatte, nya riksdagar hölls i staden både år 1769 och år 1800 och under dessa århundraden växte staden till Sveriges till befolkningen tredje största, men fick se sig överseglad av Malmö redan år 1870. Från Norrköping löpte den smalspåriga Vikbolandsbanan genom Lösings härads södra delar till Arkösund längst ut på Vikbolandet. Linjen lades ner år 1960.
I Dagsbergs socken vid Bråvikens södra strand låg kungsgården Bråborg, där tidigare nämnda drottning Gunilla Bielke lät uppföra ett slott mellan åren 1588-1590 där hon kom att bo som änka efter år 1592. Slottet tillhörde sedan hennes son Johan, hertig av Östergötland och tillföll kronan efter dennes död. Efter att ha skadats i en brand år 1669 kom slottet att brännas helt av ryssarna år 1719, och stenarna användes vid återuppbyggnaden av Norrköping som också bränts.

## Socknar
Lösings härad omfattade sex socknar:
- Sankt Johannes (före 1888 även del i Hammarkinds härad), uppgick 1918 i Norrköpings stad
- Dagsberg
- Furingstad
- Krokek (några år från 1885 även delar i Bjärkekinds och Östkinds härader)
- Styrstad uppgick 1952 i Norrköpings stad
- Tingstad (före 1890 även del i Björkekinds härad) uppgick 1952 i Norrköpings stad

## Län, fögderier, tingslag, domsagor och tingsrätter
Socknarna ingick i Östergötlands län. Församlingarna tillhör(de) Linköpings stift.
Häradets socknar hörde till följande fögderier:
- 1720-1899 Lösings, Björkekinds, Östkinds fögderi
- 1900-1917 Björkekind, Östkind, Lösing, Bråbo och Memmings fögderi
- 1918-1990 Norrköpings fögderi.
- 1946-1952 Finspångs fögderi för Krokeks socken

Häradets socknar tillhörde följande tingslag, domsagor och tingsrätter:
- 1680-1873 Lösings tingslag i 
  - 1680-1794 Lösings, Björkekind, Östkinds och Hammarkinds häraders domsaga (mellan 1780 och 1790 delad)
  - 1795-1873 Lösings, Bråbo (från 1849), Memmings (från 1853), Björkekinds och Östkinds häraders domsaga.
- 1874-1903 Lösing, Bråbo och Memmings tingslag i Björkekinds, Östkinds, Lösings, Bråbo och Memmings domsaga
- 1904-1926 Björkekinds m.fl. tingslag i Björkekinds, Östkinds, Lösings, Bråbo och Memmings domsaga
- 1927-1947 Bråbygdens tingslag i Bråbygdens och Finspånga läns domsaga
- 1948-1970 Bråbygdens och Finspånga läns domsagas tingslag i Bråbygdens och Finspånga läns domsaga

- 1971- Norrköpings tingsrätt och domsaga

## Häradshövdingar
| Ämbetstid | Namn                                      | Levandstid |
| --------- | ----------------------------------------- | ---------- |
| 1401–1403 | Peder Hemmingsson                         |            |
| 1414–1421 | Magnus Eriksson (Örnfot)                  |            |
| 1433–1434 | Johan Gädda                               |            |
| 1447–1456 | Magnus Finvidsson                         |            |
| 1457      | Bengt Klausson (ållon på en gren)         |            |
| 1480–1489 | Magnus Johansson                          |            |
| 1499–1513 | Bengt Abjörnsson (Liljesparre av Händelö) |            |
| 1530      | Lars Birgersson                           |            |
| 1530      | Truls Andersson (halvlilja med stjärna)   |            |
| 1562–1568 | Måns Svensson (Somme)                     |            |
| 1575      | Nils Grelsson                             |            |
| 1584–1624 | Sven Månsson (Somme)                      | –1624      |